# Dmytro Janczuk (kajakarz)
Dmytro Mykołajowycz Janczuk (ukr. Дмитро Миколайович Янчук, ur. 14 listopada 1992) – ukraiński kajakarz, brązowy medalista olimpijski z Rio de Janeiro.
Zawody w 2016 były jego pierwszymi igrzyskami olimpijskimi. Po medal sięgnął w kanadyjkowej dwójce na dystansie 1000 metrów, partnerował mu Taras Miszczuk. W 2015 zdobył brąz mistrzostw świata, był również wielokrotnym medalistą mistrzostw Europy. W 2015 zdobył złoto (C-2 1000 m) i srebro tej imprezy (C-2 500 m). Ponadto ma w dorobku cztery brązowe medale ME - w kanadyjkowej czwórce na dystansie 1000 metrów w 2014 i 2015 oraz w dwójce na dystansie 500 metrów w 2017 i 2018.